# 康斯坦蒂诺斯·德米列切斯

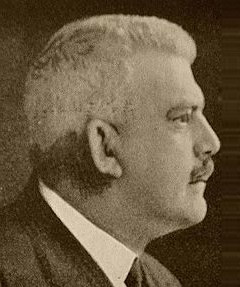
康斯坦丁诺斯·德米列切斯

康斯坦蒂诺斯·德米列切斯（羅馬化：Konstantínos Demertzís；1876年–1936年），希腊政治人物，曾短暂担任希臘首相，时间为1935年11月30日至1936年4月12日。1936年4月12日，他因心脏病发作而在任内去世，享年60岁。
| 前任： 乔治·康迪利斯 | 希臘首相 1935–1936 | 繼任： 扬尼斯·塔克萨斯 |